# TIDE Hackathon

## TIDE Hackathon
TIDE Hackathon – це міжнародний хакатон, який організовує Командування ОЗС НАТО з питань трансформації. Мета заходу – розробити рішення для забезпечення взаємодії, що сприятимуть цифровій трансформації в НАТО. Хакатон об'єднує елементи конференції, що дозволяє учасникам також і поглибити свої знання. Всі завдання хакатону мають військову спрямованість.
Учасники хакатону представляють міжнародні команди розробників з військових установ, академічного середовища та представників приватних ІТ-компаній. У рамках хакатону вони розробляють інноваційні рішення, які допомагають НАТО та партнерським країнам у поліпшенні інтероперабельності.

## Історія
| Локація                   | Дата початку    | Дата закінчення | Статус      |
| ------------------------- | --------------- | --------------- | ----------- |
| Краків                    | 4 квітня 2016   | 8 квітня 2016   | Завершено   |
| Лондон                    | 27 березня 2017 | 31 березня 2017 | Завершено   |
| Подгориця                 | 19 березня 2018 | 23 березня 2018 | Завершено   |
| Варшава                   | 25 лютого 2019  | 1 березня 2019  | Завершено   |
| Мюнхен                    | 17 лютого 2020  | 21 лютого 2020  | Завершено   |
| Віртуальна подія (онлайн) | 12 квітня 2021  | 16 квітня 2021  | Завершено   |
| Київ                      | 25 квітня 2022  | 29 квітня 2022  | Відкладено  |
| Варшава                   | 20 лютого 2023  | 24 лютого 2023  | Завершено   |
| Амстердам                 | 19 лютого 2024  | 23 лютого 2024  | Завершено   |
| Не оголошено              | 24 лютого 2025  | 28 лютого 2025  | Заплановано |

## Переможці
У 2023 році у Варшаві було проведено щорічний хакатон TIDE NATO, де в одній із категорій перемогла українська команда. Учасники змагалися в трьох категоріях: "Аналізатор дезінформації", "Концепція візуальної навігації малого безпілотника" та "Аналітична панель для інтероперабельності".
Тарас Кльоба лідер української команди SoftServe, що перемогла в категорії "Аналітична панель для інтероперабельності", прокоментував свій досвід участі в хакатоні: «Наша команда та компанія в цілому ще з початку повномасштабної війни допомагає українським захисникам з різними ІТ-рішеннями. Хакатон став чудовим майданчиком для створення нових ідей, що допоможуть боротися з реальними викликами, з якими зіштовхується НАТО та Україна у війні з Росією. Цей досвід став надзвичайно корисним для нашої команди, і ми надалі продовжимо допомагати Збройним Силам з інноваційними рішеннями задля спільної перемоги над ворогом».
На TIDE Hackathon 2024, що проходив в Амстердамі, українські команди Valkyrie-1 та Valkyrie-2 перемогли у двох категоріях. Цей захід зібрав учасників з усього світу для представлення технологічних рішень, спрямованих на покращення взаємодії в рамках НАТО.
Valkyrie-2 стала переможцем у категорії "Wargaming", представивши розробку військового симулятора на основі великих мовних моделей.
Команда Valkyrie-1 перемогла в категорії "Фармацевтичний тезаурус" з мобільною аплікацією, яка спрощує ідентифікацію, пошук еквівалентів та призначення медикаментів у міжнародних військових місіях. Це рішення також принесло команді Valkyrie-1 Гран-прі хакатону, визнавши її внесок особливо значущим для вирішення завдань взаємодії та підтримки медичного співробітництва.
Тарас Кльоба, лідер української команди Valkyrie-1, поділився своїми думками щодо участі в хакатоні: «Здобуття перемоги на TIDE Hackathon 2024 у Амстердамі стало значущим визнанням зусиль нашої команди. Участь у такому заході дозволила нам не лише представити наші розробки на міжнародній арені, але й відкрила перед нами нові перспективи для їхнього подальшого удосконалення. Ми горді мати можливість представляти Україну на цьому рівні і залишаємося відданими розробці інноваційних рішень, спрямованих на підтримку та захист наших військових і міжнародних партнерів».